# Elena Esteban
Elena Esteban Pinillos (Murillo de Río Leza, La Rioja, 13 de junio de 1982) es una jugadora española de voleibol. Internacional con la selección española, 1,80 m de altura, ocupa habitualmente la posición de líbero, aunque también suele jugar como receptora. En la temporada 2011-2012 juega en el equipo Nuchar Eurochamp Murillo de Superliga.

## Clubes
- Nuchar Tramek Murillo (2012-2013),  España
- Nuchar Eurochamp Murillo (2010-2012),  España
- Valeriano Allés Menorca Vóley (2008-2010),  España
- Voleibol Asociación Toledo (2008),  España
- C.D.U. Granada (2005-2008),  España
- Universidad de Burgos (2003-2005),  España
- Construcciones Damesa de Burgos (2000-2003),  España

## Logros obtenidos
- Mejor Deportista de La Rioja en 2011.
- Mejor Deportista Promesa de La Rioja en 2001.

### Selección Española
- 2011.- Seleccionada para el campeonato de Europa y para el Torneo Preolímpico.
- 2010.- Seleccionada para representar a España en los compromisos de este verano, consiguiendo la clasificación para el Europeo de Italia-Serbia en 2011.
- 2000-2001.- Quinto puesto en los Juegos del Mediterráneo disputados en Túnez.
- 2000-2001.- Sexto puesto en la Universiada disputada en Pekín.
- 1999-2000.- Segundo puesto en el preeuropeo disputado en Alemania.
- 1999-2000.- Segundo puesto en el Torneo 8 Naciones disputado en Bélgica .
- 1998-1999.- Tercer puesto en el Torneo 8 Naciones disputado en Suiza .
- 1997-1998.- Segundo puesto preeuropeo junior, disputado en Turquía.

### Clubes
- 2012-2013.- Segundo puesto en Superliga.
- 2012-2013.- Incluida en el 7 ideal de la segunda jornada de la eliminatoria de semifinales de Superliga.
- 2013.- Subcampeona de la Copa de la Reina disputada en Haro con Nuchar Tramek Murillo .
- 2012-2013.- Incluida en el 7 ideal de las jornadas 10, 17 y 18 de Superliga, así como en el de la temporada regular.
- 2012.- Subcampeona de la Copa de la Reina disputada en Salou con Nuchar Eurochamp Murillo .
- 2011-2012.- Tercer puesto en Superliga.
- 2011-2012.- Incluida en el 7 ideal de las jornadas 9 y 10 de Superliga, así como en el de la temporada regular.
- 2010-2011.- Campeona de Superliga 2 y ascenso a Superliga con Nuchar Eurochamp Murillo.
- 2010-2011.- Incluida en el 7 ideal de las jornadas 2, 7 y 10 de Superliga 2.
- 2009-2010.- Octavos de final en la liga CEV.
- 2009-2010.- Cuarto puesto en la Copa de la Reina con el Valeriano Allés de Menorca.
- 2009-2010.- Segundo puesto en Superliga.
- 2008-2009.- Segundo puesto en la Copa de la Reina con el Valeriano Allés de Menorca .
- 2008-2009.- Cuarto puesto en Superliga.
- 2006-2007.- Tercer puesto en liga FEVB.
- 2004-2005.- Quinto puesto en Superliga.
- 2003-2004.- Quinto puesto en Superliga.
- 2002-2003.- Segundo puesto en la Copa de la Reina disputado en Albacete .
- 2002-2003.- Quinto puesto en División de Honor.
- 2001-2002.- Segundo puesto en la Copa de la Reina disputado en Albacete .
- 2001-2002.- Quinto puesto en División de Honor.
- 2000-2001.- Segundo puesto en la Copa de la Reina disputado en Ávila .
- 2000-2001.- Cuarto puesto en División de Honor.
- 1999-2000.- Liga regular primera nacional con participación en la fase de ascenso a División de Honor.
- 1998-1999.- Liga regular primera nacional con participación en la fase de ascenso a División de Honor.